# Bankera
Bankera is een geslacht van schimmels behorend tot de familie Bankeraceae. De typesoort is Bankera fuligineoalba, maar deze is later overgezet naar het geslacht Phellodon als Phellodon fuligineoalbus.

## Soorten
Volgens Index Fungorum telt het drie soorten (peildatum december 2021):
| Soortnaam        | Auteur(s)               | Publicatiejaar |
| ---------------- | ----------------------- | -------------- |
| Bankera cinerea  | (Bull.) Rauschert       | 1988           |
| Bankera mollis   | (P. Karst.) Maas Geest. | 1960           |
| Bankera violacea | (Thore) Pouzar          | 1955           |